# 亚当·约赫
亚当·納撒尼爾·约赫（英語：Adam Nathaniel Yauch，1964年8月5日—2012年5月4日），藝名為 MCA，有時也化名為納撒尼爾·霍恩布洛爾（Nathanial Hörnblowér），生於美國紐約市布魯克林區，著名饒舌與嘻哈歌手，為三人組合野獸男孩（Beastie Boys）的核心人物。
2012年，亞當·約赫死於腮腺癌（parotid cancer）。

## 私人生活
他是一名佛教徒，積極支持西藏獨立運動。